# Ydre Østerbro
Ydre Østerbro er en funktionel bydel i København, der grænser op til Indre Østerbro, Ydre Nørrebro og Bispebjerg samt Gentofte Kommune. Siden 1. januar 2007 har Ydre Østerbro været en del af den administrative bydel Østerbro. Bydelen har 35.888 indbyggere (2003). 
Ydre Østerbro består af en blanding af forskellige områder, med forskellige typer af beboelse, f.eks. Lyngbyvejskvarteret, Komponistkvarteret og Ryparken, grønne områder (f.eks. Mindelunden i Ryvangen og Kildevældsparken), gamle industriområder som Beauvaisgrunden, der i dag er et uplejet grønt område der bliver brugt rekreativt og Svanemøllehallen, der er en gammel remise og som i dag bliver brugt som sportshal og Svanemøllens Kaserne fra 1896, der stadigvæk bruges af Forsvaret.
Ydre Østerbro er afgrænset som følger:
Mod syd af Middelfartgade, Strandboulevarden og Jagtvej. Mod vest af Lersø Parkallé og S-togs-banelegemet mod Farum. Mod nord af Ellemosevej, Lundedalsvej, Tuborgvej, Havgårdsvej, Lundeskovsvej, Rygaards Allé, Rakelsvej, Kildegårdsvej, Ryvangs Allé og Tuborgvej. Mod øst af Strandvejen, Scherfigsvej, havnebassinet og Kalkbrænderivej.
Området omfatter desuden S-tog-stationerne Svanemøllen Station og Ryparken Station samt S-tog- og jernbanestationen Hellerup Station.